# Hérodote (disciple d'Épicure)
Pour les articles homonymes, voir Hérodote (homonymie).
Hérodote (en grec ancien Ἡρόδοτος) est un disciple d’Épicure, connu comme étant le destinataire de la Lettre à Hérodote, qui a pour objet les principes de sa physique. Il est, selon Diogène Laërce, coauteur avec Timocrate d’un livre intitulé De la jeunesse d'Épicure, dans lequel il aurait attaqué son ancien maître et lui aurait dénié la citoyenneté athénienne.

## Sources
- Diogène Laërce, Vies, doctrines et sentences des philosophes illustres [détail des éditions] (lire en ligne)
- Hans von Arnim, RE, s.v. « Herodotos 10) », vol. 15 « Helikon-Hestia », col. 990.
- Tiziano Dorandi, Neue Pauly, s.v. « Herodotos [2] », Stuttgart, J.B. Metzler, vol. 5 « Gru-lug », col. 475-476.